# Begegnung im All
Begegnung im All ist ein sowjetischer Science-Fiction-Spielfilm von 1963. Die Premiere in Deutschland fand am 17. April 1964 statt.

## Handlung
Das Raumschiff einer außerirdischen Zivilisation will die Erde besuchen und muss aufgrund eines technischen Defekts auf dem Mars notlanden. Eine irdische Hilfsexpedition verliert bei der Rettung ein Besatzungsmitglied. Schließlich stellt sich heraus, dass die ganze Handlung ein Traum Tanjas ist, die Kosmonautin werden möchte.

## Überlieferung
Der Film wurde vom DEFA-Studio für Synchronisation, Atelier Weimar, synchronisiert. Der Film wurde 2009 von Icestorm Entertainment auf DVD ediert.

## Kritiken
Das Lexikon des internationalen Films urteilte: „Wenig unterhaltsamer Science-Fiction-Film“.

## Trivia
Teile der Spezialeffekte des Films sowie Elemente der Erzählung wurden 1966 für den US-amerikanischen Film Queen of Blood verwendet.